# 田窪工業所
株式会社田窪工業所（たくぼこうぎょうしょ、英: Takubo Industrial Co.,Ltd.）は、物置や台所用収納棚など、一般家庭向けを中心とした金属製品の製造・販売を手がける会社である。鋼板製物置の分野においては、淀川製鋼所や稲葉製作所などと並び、業界大手の一角に数えられている。

## 事業所
- 本社・西条工場 - 愛媛県西条市北条962-7
- 仙台営業所 - 仙台市宮城野区日の出町3-8-12
- 東京営業所 - 東京都江戸川区新堀1-6-5
- 埼玉営業所 - 埼玉県上尾市領家91-1
- 横浜営業所 - 横浜市緑区いぶき野31-14
- 名古屋営業所 - 愛知県小牧市横内字下割子287-21
- 大阪営業所 - 大阪府豊中市走井3-1-2
- 広島営業所 - 広島市安佐北区亀山4-11-54
- 高松営業所 - 香川県高松市多肥下町1529-8
- 松山営業所 - 愛媛県松山市南江戸2-4-10
- 福岡営業所 - 福岡市博多区板付7-11-15

## 沿革
- 1946年 - 田窪工業所を創業。
- 1950年 - 自動式自転車盗難防止機の特許登録。
- 1957年 - パイプ棚・タオル掛を販売。
- 1961年 - 「株式会社田窪工業所」として法人設立。東京営業所を開設。
- 1962年 - 株式会社セカイフジを設立。
- 1963年 - 大阪営業所を開設。
- 1968年 - スチール製物置「TYストックハウス」を販売。
- 1974年 - 福岡営業所を開設。
- 1983年 - 神奈川営業所（現：横浜営業所）を開設。
- 1985年 - 東東京営業所を開設。
- 1989年 - 東予工場に新事務所落成し稼動開始。
- 1990年 - 北関東営業所（現：埼玉営業所）を開設。
- 1998年 - 仙台営業所を開設。関連会社のティワイエスがショッピングセンターワールドプラザをオープン。
- 2000年　- 常陸宮・同妃が工場見学の為、来臨。
- 2001年 - 物流センター機能を併設した大阪営業所を新築。
- 2002年 - 新型収納庫「グランプレステージ」を販売。
- 2004年 - 市町村合併に伴い、東予工場の名称を西条工場に変更。
- 2005年 - 広島営業所を開設。
- 2006年 - 不動産部門を除く製造販売、建築工事部門などの営業を株式会社セカイフジに事業継承（セカイフジは「株式会社田窪工業所」に社名変更）[2]。岡山･高松・松山・今治の各営業所を開設。
- 2009年 - VOC排出規制対応型パネル粉体塗装ライン導入。
- 2010年 - イタリア製高速パンチングプレスマシン導入。
- 2011年 - 高耐候微粒塗装フレーム粉体塗装ライン導入。
- 2012年 - 意匠塗装対応溶剤塗装ライン導入。
- 2013年 - 関東支店・中四国営業部を新設。
- 2014年 - イタリア製高速パンチングプレスマシン導入。4本部制に組織変更。
- 2016年 - 収納庫のリニューアルモデル「グランプレステージジャンプ」を販売開始。
- 2019年 - 新物流倉庫の竣工。
- 2020年 - 複合型粉体塗装ライン導入。

## 取扱製品
- スチール製物置
- 収納庫「GP」シリーズ
- 中大型物置「ND」シリーズ
- 大型物置「JN」シリーズ
- 金属パイプ製水切り棚
- ガレージ
- ベルフォーマ
- カールフォーマ
- 自転車置き場

など

## グループ会社
- セントラル商事（田窪工業所の製品販売）
- 全日本運輸（田窪工業所の製品輸送）